# Prospalta ochrea
Prospalta ochrea är en fjärilsart som beskrevs av W. Warren 1913. Prospalta ochrea ingår i släktet Prospalta och familjen nattflyn. Inga underarter finns listade i Catalogue of Life.